# Photinia lucida
Photinia lucida är en rosväxtart som först beskrevs av Joseph Decaisne, och fick sitt nu gällande namn av Camillo Karl Schneider. Photinia lucida ingår i släktet Photinia och familjen rosväxter. Inga underarter finns listade i Catalogue of Life.